# Луцій Юлій Урс Сервіан
Луцій Юлій Урс Сервіан (лат. Lucius Iulius Ursus Servianus; 47 — 136) — державний та військовий діяч Римської імперії, консул-суффект 90 року, двічі ординарний консул 102 і 134 років.

## Життєпис
Походив з провінції Бетіка. Був з роду Сервіанів, нащадків римських колоністів. При народженні звався Сервій Юлій Сервіан. За часів Флавіїв перебрався до Риму. За часів імператора Веспасіана вже був сенатором. У 90 році став консулом-суффектом разом з Луцієм Антістієм Рустіком. Незабаром увійшов до колегії понтифіків.
Кар'єра Сервіана пришвидчилася зі вступом на трон його друга та земляка Траяна. У 98 році призначено імператорським легат—пропретором у провінції Верхня Германія. У 99—101 роках керував провінцією Паннонія як імператорський легат—пропретор. Відзначився у війні з даками. За це у 102 році став ординарним консулом разом з Луцієм Ліцинієм Сурою. Цього ж року був усиновлений Луцієм Юлієм Урсом.
З часом вплив Луція Сервіана при дворі Траяна зріс. Він суттєво допомагає Плінію Молодшому. Надалі представляв імператора під час судових засідань. Після смерті Траяна підтримав Адріана на посаді імператора. У 134 році вдруге став ординарним консулом, цього разу разом з Титом Вібієм Варом. Планувалося, що онук Сервіна — Гней Педаній Фуск Салінатор — стане спадкоємцем трону. Втім у 136 році Адріан змінив своє рішення, оголосивши Луція Елія Вера своїм наступником. Проти цього виступив Сервіан із онуком. Тому імператор наказав їх стратити.

## Родина
Дружина — Елія Доміція Пауліна
Діти:
- Юлія Сервіана Пауліна (98—136), дружина Гнея Фуска Салінатора, консула 118 року